# Пиратапуйо
Пиратапуйо (Guanano, Piratapuyo, Wanano) — язык, на котором говорят в северо-западной части штата Амазонас в Бразилии и в департаменте Ваупес в Колумбии. Принадлежит к северо-восточной ветви туканской языковой семьи. В языке выделяют диалекты ванано (Anana, Guanano, Kótedia, Kotiria, Kótirya, Uanana, Uanano, Wanana, Wanâna, Wanano), на котором говорит народ ванано, и пиратапуйо (Pira-Tapuya, Uaiana, Uaicana, Uaikena, Uainana, Urubu-Tapuya, Waikhara, Waikino, Waina), на котором говорит народ пиратапуйо, схожесть лексики между ними составляет 75 %.

## Фонология

### Согласные
|           | Губ.-губ. | Губ.-губ. | Альвеоляр. | Альвеоляр. | Палато альвеоляр. | Палато альвеоляр. | Веляр. | Веляр. | Глот. | Глот. |
| --------- | --------- | --------- | ---------- | ---------- | ----------------- | ----------------- | ------ | ------ | ----- | ----- |
| Взрыв.    | p         | b         | t          | d          |                   |                   | k      | ɡ      | ʔ     |       |
| Аффр.     |           |           |            |            | tʃ                |                   |        |        |       |       |
| Фрикатив. |           |           | s          |            |                   |                   |        |        | h     |       |
| Одноудар. |           |           | r          | r          |                   |                   |        |        |       |       |
| Аппрокс.  | w         | w         |            |            | j                 | j                 |        |        |       |       |

Назализация отображается на гласных. Звонкие взрывные согласные и /j/ могут всплывать как носовые согласные /m/, /n/, /ŋ/, и /ɲ/ в окружении носовых гласных.

### Гласные
|                | Передний ряд | Средний ряд | Задний ряд |
| -------------- | ------------ | ----------- | ---------- |
| Верхний подъём | i            | ɨ           | u          |
| Нижний подъём  | e            | a           | o          |

### Суперсегментальные элементы
В языка пиратапуйо представлено ударение, слоги могут быть ударными и безударными. Кроме того, имеет место назализация.

## Письменность
Алфавит диалекта ванано: A a, Ã ã, B b, C c, Ch ch, Cj cj, D d, E e, Ẽ ẽ, G g, H h, I i, Ĩ ĩ, J j, M m, N n, Ñ ñ, O o, Õ õ, P p, Pj pj, Q q, R r, S s, T t, Tj tj, U u, Ũ ũ, Ʉ ʉ, Ʉ̃ ʉ̃, W w, Y y.